# Clinodiplosis
Clinodiplosis är ett släkte av tvåvingar. Clinodiplosis ingår i familjen gallmyggor.

## Bildgalleri

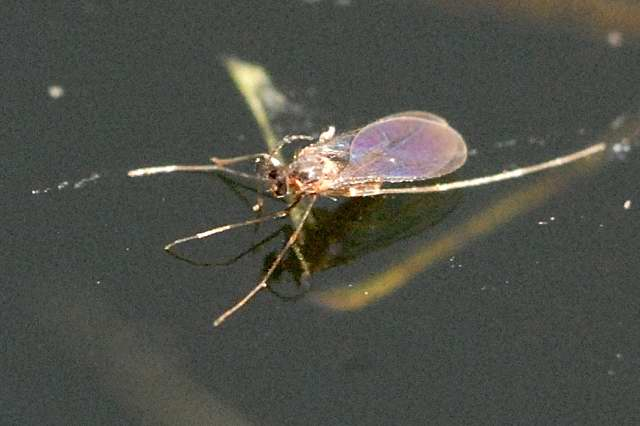

## Dottertaxa tillClinodiplosis, i alfabetisk ordning[1]
- Clinodiplosis aestiva
- Clinodiplosis agraria
- Clinodiplosis allahabadensis
- Clinodiplosis alternantherae
- Clinodiplosis americana
- Clinodiplosis apocyni
- Clinodiplosis araneosa
- Clinodiplosis artemisiarum
- Clinodiplosis bahiensis
- Clinodiplosis baraldajensis
- Clinodiplosis botularia
- Clinodiplosis brasiliensis
- Clinodiplosis canadensis
- Clinodiplosis capsici
- Clinodiplosis captiva
- Clinodiplosis carolina
- Clinodiplosis cattleyae
- Clinodiplosis cearensis
- Clinodiplosis cellularis
- Clinodiplosis championi
- Clinodiplosis chilensis
- Clinodiplosis chlorophorae
- Clinodiplosis cilicrus
- Clinodiplosis clarkeae
- Clinodiplosis coffeae
- Clinodiplosis contariniperda
- Clinodiplosis contracta
- Clinodiplosis corticis
- Clinodiplosis corylicola
- Clinodiplosis corylifolia
- Clinodiplosis costai
- Clinodiplosis cyanococci
- Clinodiplosis denotata
- Clinodiplosis diodiae
- Clinodiplosis eupatorii
- Clinodiplosis examinis
- Clinodiplosis fibulata
- Clinodiplosis floralis
- Clinodiplosis fulva
- Clinodiplosis gillettei
- Clinodiplosis graminis
- Clinodiplosis holotricha
- Clinodiplosis iheringi
- Clinodiplosis ilicicola
- Clinodiplosis indica
- Clinodiplosis indorensis
- Clinodiplosis infirma
- Clinodiplosis infrequens
- Clinodiplosis insularum
- Clinodiplosis intermedia
- Clinodiplosis invocata
- Clinodiplosis kumayanagii
- Clinodiplosis lantanae
- Clinodiplosis lappa
- Clinodiplosis latibulorum
- Clinodiplosis lenis
- Clinodiplosis longicornis
- Clinodiplosis longistemmis
- Clinodiplosis marcetiae
- Clinodiplosis meibomiifoliae
- Clinodiplosis melissae
- Clinodiplosis microphysae
- Clinodiplosis modesta
- Clinodiplosis monticola
- Clinodiplosis mutabilis
- Clinodiplosis nawai
- Clinodiplosis nidorum
- Clinodiplosis nodifex
- Clinodiplosis nympha
- Clinodiplosis obscura
- Clinodiplosis oleracei
- Clinodiplosis orientalis
- Clinodiplosis paucifili
- Clinodiplosis phalacrolomae
- Clinodiplosis phlox
- Clinodiplosis picturata
- Clinodiplosis populi
- Clinodiplosis pratensis
- Clinodiplosis prayagensis
- Clinodiplosis profusa
- Clinodiplosis pulchra
- Clinodiplosis pyricola
- Clinodiplosis rhododentri
- Clinodiplosis robusta
- Clinodiplosis rosaefoliae
- Clinodiplosis rubiae
- Clinodiplosis rubida
- Clinodiplosis rubisolita
- Clinodiplosis sanguinia
- Clinodiplosis santhali
- Clinodiplosis scotti
- Clinodiplosis sesami
- Clinodiplosis setariae
- Clinodiplosis skuhravae
- Clinodiplosis socialis
- Clinodiplosis spiraeaflorae
- Clinodiplosis spiraeina
- Clinodiplosis styracifoliae
- Clinodiplosis tenuitas
- Clinodiplosis terrestris
- Clinodiplosis tsugae
- Clinodiplosis uliginosa
- Clinodiplosis unculatis
- Clinodiplosis variabilis
- Clinodiplosis venitalis
- Clinodiplosis verbenae
- Clinodiplosis vitidis